# Jerzy Borejsza (pilot)

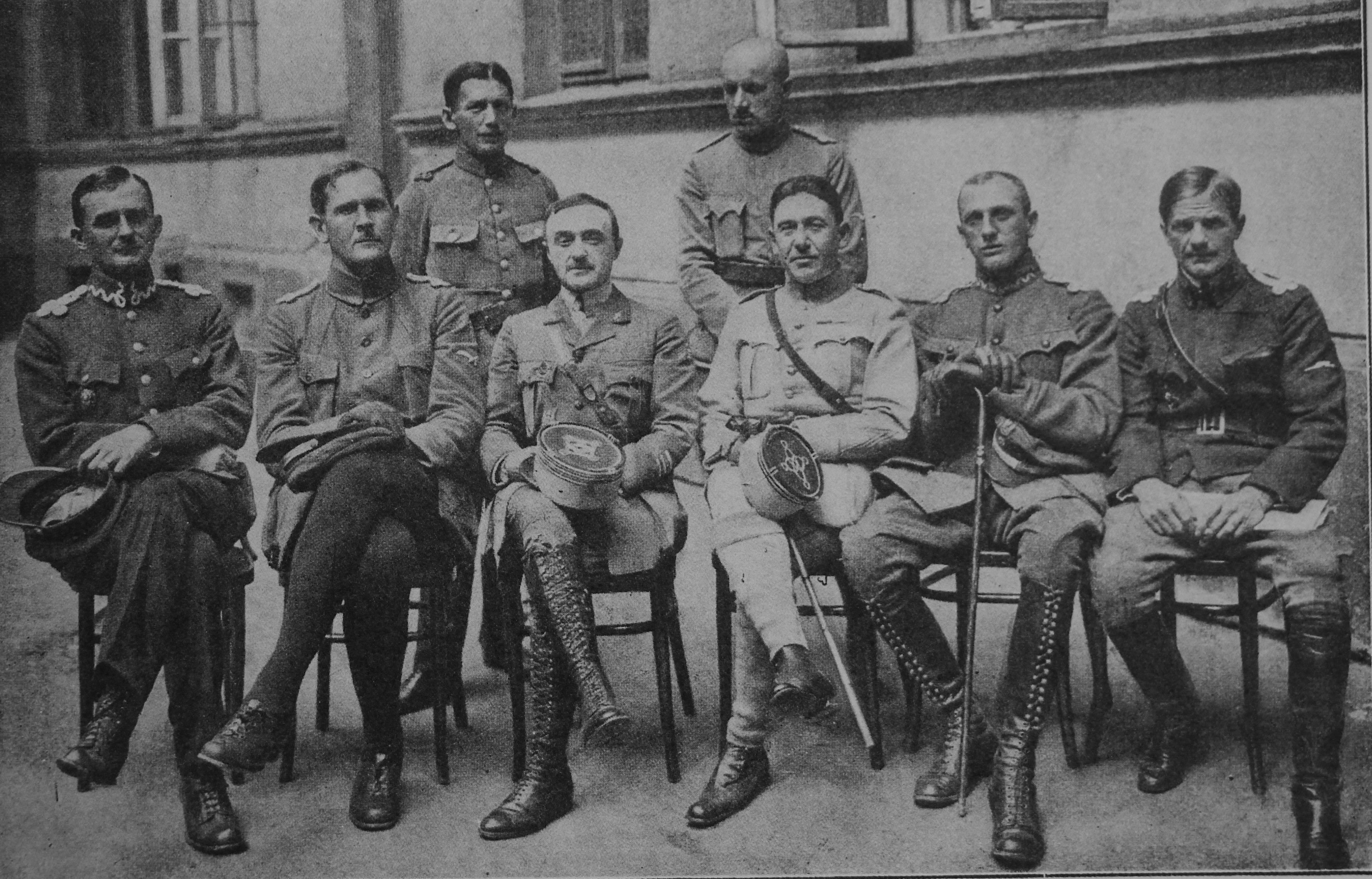
Zjazd dowódców grup lotniczych na konferencji u Szefa Lotnictwa Nacz. Dow.; Jerzy Borejsza 2. z prawej

Jerzy Borejsza (ur. 13 września?/25 września 1889 w Petersburgu, zm. 25 lutego 1975) – pułkownik pilot Wojska Polskiego, kawaler Orderu Virtuti Militari.

## Życiorys
Syn Aleksandra i Jadwigi z domu Reytan. W 1907 roku ukończył Gimnazjum Wojskowe i wstąpił do Szkoły Wojskowej Wielkiego Księcia Michała Nikołajewicza w Tbilisi. Po jej ukończeniu 15 sierpnia 1909 roku otrzymał przydział do 3 baonu kolejowego 147. samarskiego pułku piechoty. W 1912 roku został skierowany na kurs pilotów w Petersburgu, a następnie do Sewastopolskiej Szkoły Pilotów. Po jej ukończeniu został awansowany na stopień porucznika. Od 20 września do 20 października 1913 pełnił służbę w 18 eskadrze lotniczej, a od 20 października 1913 do 1 czerwca 1914 we Władywostoku w IV Korpusie Syberyjskim. Pełnił obowiązki zastępcy dowódcy eskadry, wykonywał loty w rejonie Chabarowska i Władywostoku. Od 15 lipca do 15 września 1914 roku został oddelegowany do moskiewskiej fabryki samolotów Dux, gdzie latał jako pilot fabryczny i kontrolny.
Z chwilą wybuchu I wojny światowej, 10 listopada 1914 w składzie 13 korpuśnego oddziału lotniczego wyruszył na front w rejon Prus Wschodnich, następnie Warszawy i Suwałk. Brał aktywny udział w walkach, wykonywał ataki bombowe na obiekty wojskowe na głębokich tyłach frontu, przerzucał agentów wywiadu na zaplecze wroga. W marcu 1915 roku został z eskadrą przeniesiony w rejon Suwałk.
Na początku 1916 roku został ranny w rękę i odesłany na rekonwalescencję. Po zakończeniu leczenia trafił do Sewastopola na kurs na samolotach Nieuport. W 1917 roku wrócił na front. 25 maja 1918 roku został zestrzelony przez niemiecką artylerię przeciwlotniczą i trafił do niewoli, z której został zwolniony 10 grudnia 1918. Podczas służby w carskiej armii był odznaczony m.in. Orderem św. Stanisława III klasy z Mieczami, Orderem św. Anny III i IV klasy z Mieczami i Orderem św. Jerzego IV klasy. 12 grudnia wstąpił do Wojska Polskiego.
W grudniu 1918 roku wyjechał do Lwowa i walczył w jego obronie jako pilot 3 eskadry wywiadowczej oraz 7 eskadry myśliwskiej (od 1 stycznia 1919 już jako jej dowódca). Łącznie wykonał 15 lotów bojowych. 25 marca 1919 roku podczas lotu bojowego uległ wypadkowi i został odesłany na leczenie do Warszawy. Jesienią 1919 roku, za zasługi w walce, otrzymał prawo do dożywotniego noszenia Polowej Odznaki Pilota.
Następnie od 15 maja 1919 do 20 lutego 1920 dowodził IV Grupą Myśliwską, która miała za zadanie przejęcie lotnisk na Pomorzu. Później został szefem wydziału lotnictwa przy Misji Polskiej we Francji odpowiedzialnej za zakup samolotów dla polskiego lotnictwa. We Francji i Anglii przebywał do końca 1921 roku. W tym czasie otrzymał awans na stopień kapitana i majora.
Po powrocie do Polski został mianowany zastępcą dowódcy 1 pułku lotniczego. W 1922 roku został dowódcą 2 pułku lotniczego w Krakowie. 3 maja 1922 otrzymał awans na stopień podpułkownika. 27 października 1922 za męstwo został wyróżniony otrzymaniem Krzyża Srebrnego Orderu Wojskowego Virtuti Militari nr 809. 15 sierpnia 1924 został awansowany na stopień pułkownika. Z dniem 1 marca 1925 został przydzielony do Departamentu Aeronautyki Ministerstwa Spraw Wojskowych w Warszawie na stanowisko zastępcy szefa departamentu.
W maju 1926 roku, po zamachu stanu, został przeniesiony do dyspozycji ministra spraw wojskowych. W maju 1927 roku został przydzielony z dyspozycji szefa Administracji Armii do Centralnej Szkoły Pilotów Podoficerów Lotnictwa i Centralnej Szkoły Mechaników Lotniczych w Bydgoszczy na stanowisko komendanta. Z dniem 30 maja 1929 roku został zwolniony ze stanowiska komendanta Centrum Wyszkolenia Lotnictwa nr 2, a 31 sierpnia tego roku przeniesiony w stan spoczynku.
Z chwilą wybuchu II wojny światowej został zmobilizowany, ale nie wziął udziału w walkach. Dostał się do niemieckiej niewoli i przebywał w oflagach: X A/Z Itzehoe, VIII B Silberberg, X C Lübeck, VI B Dössel.
Po wyzwoleniu zgłosił się do wojska i został przeniesiony w stan spoczynku. W latach 1946–1948 był zatrudniony jako starszy inspektor w Delegaturze Morskiej Państwowych Nieruchomości Morskich w Sopocie, w latach 1948–1958 jako szef działu technicznego pracował w Wojewódzkim Zarządzie Budownictwa Wiejskiego.
W 1958 roku przeszedł na emeryturę i zamieszkał w Kudowie Zdroju. Działał w Związku Bojowników o Wolność i Demokrację oraz Klubie Seniorów Lotnictwa.
Zmarł 25 lutego 1975 roku, jest pochowany w Sopocie na cmentarzu katolickim przy ul. Malczewskiego (kwatera F3-19-5).

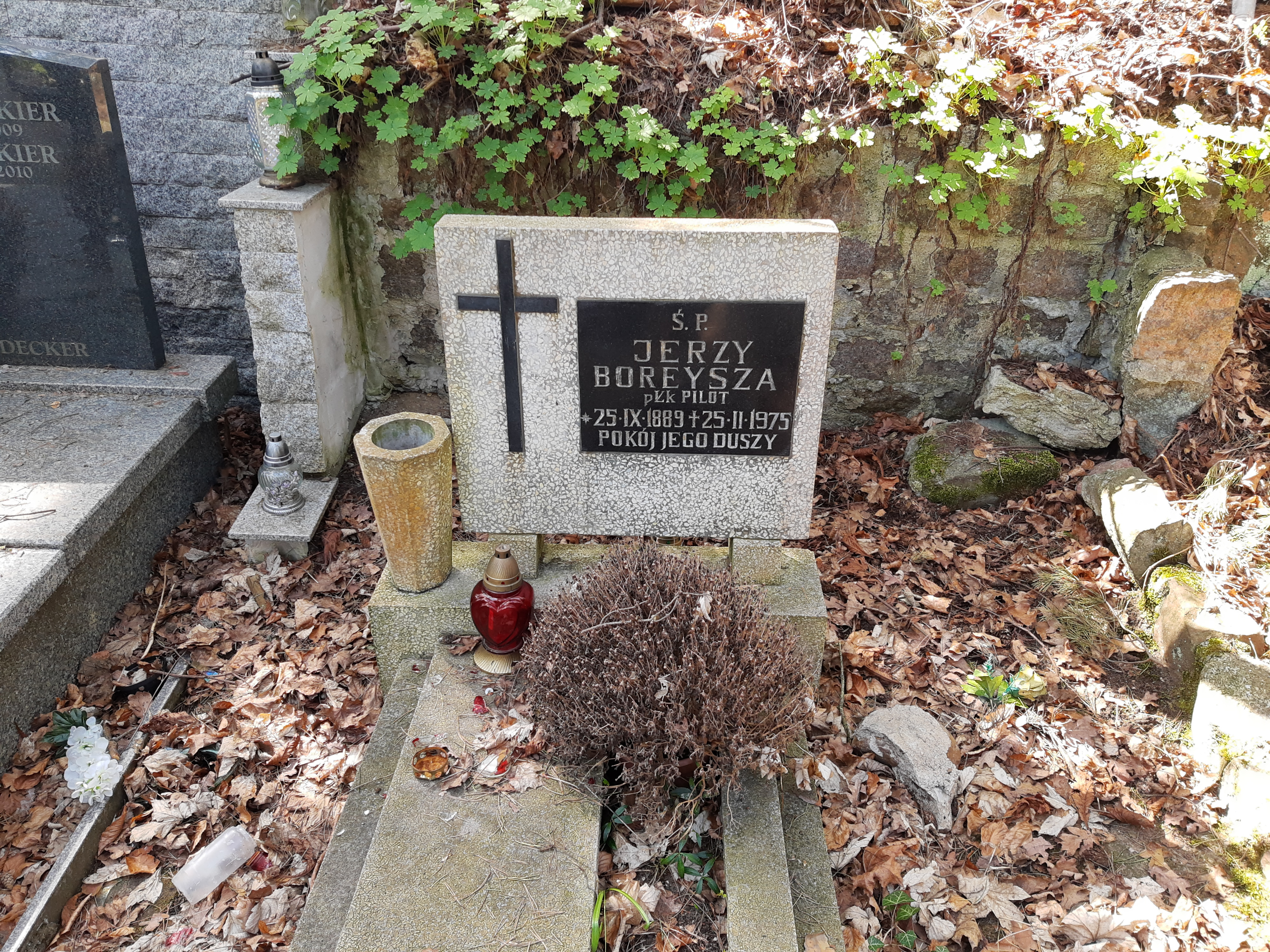
Grób płka Jerzego Borejszy na cmentarzu katolickim w Sopocie

## Awanse
- 1909 – podporucznik[3],
- 1913 – porucznik,
- 1920 – kapitan,
- 1920 – major,
- 1922 – podpułkownik,
- 1924 – pułkownik.

## Ordery i odznaczenia
- Krzyż Srebrny Orderu Wojskowego Virtuti Militari nr 8096 – 27 lipca 1922[19]
- Medal Pamiątkowy za Wojnę 1918–1921
- Medal Dziesięciolecia Odzyskanej Niepodległości
- Polowa Odznaka Pilota nr 5 – 11 listopada 1928 roku „za loty bojowe nad nieprzyjacielem w czasie wojny 1918-1920”[20]
- Komandor Orderu Danebroga (1925, Dania)[21]
- Krzyż Świętego Jerzego IV klasy (Imperium Rosyjskie)
- Order Świętej Anny III klasy (Imperium Rosyjskie)
- Order Świętej Anny IV klasy (Imperium Rosyjskie)
- Order Świętego Stanisława III klasy (Imperium Rosyjskie)